# Colaspis suggona
Colaspis suggona är en skalbaggsart som beskrevs av Blake 1977. Colaspis suggona ingår i släktet Colaspis och familjen bladbaggar. Inga underarter finns listade i Catalogue of Life.